# Protokooperacja

Mrówka wśród mszyc

Protokooperacja – oddziaływanie międzygatunkowe w przyrodzie, polegające na współpracy dwóch populacji odnoszących wzajemne korzyści, lecz mogących żyć także samodzielnie. Protokooperacja jest rodzajem symbiozy przygodnej (nieprzymusowej). Często występuje okresowo.

## Przykłady
Przykładem protokooperacji jest związek jamochłonów (ukwiały) z pustelnikami. Na muszlach zamieszkiwanych przez pustelniki żyją przytwierdzone różne jamochłony. Ułatwiają one krabom maskowanie się i pełnią funkcję obronną, otrzymując w zamian niedojedzone resztki pokarmu pustelnika. Jednak ani pustelnik, ani jamochłon nie są ściśle zależne od siebie nawzajem.
Podobnie sprawa ma się z mrówkami i mszycami. Wydzielina mszyc jest spożywana przez mrówki, które z kolei chronią mszyce przed np. biedronkami, które się żywią mszycami.
Przykładem protokooperacji jest też zależność między nosorożcami i bąkojadami. Bąkojad wyjada ze skóry nosorożca larwy much. Dzięki temu ma zapewniony pokarm, natomiast nosorożec nie tylko pozbywa się pasożytów, ale również ostrzegany jest przed niebezpieczeństwem. Ptak alarmuje go w chwili zagrożenia. Oba gatunki są w stanie poradzić sobie same.